# Farhad Khosrokhavar
 (août 2021).
Farhad Khosrokhavar (en persan : فرهاد خسروخاور), né le 21 mars 1948 à Téhéran, est un sociologue franco-iranien, directeur d'études à l'École des hautes études en sciences sociales (EHESS).

## Biographie
Après ses études primaires et secondaires en Iran, Farhad Khosrokhavar prépare à Montpellier, au début de 1970, une thèse sous la direction de Michel Henry intitulée « Du rapport entre finitude et vérité chez Heidegger » qu'il soutient en 1974. Il semble avoir retenu de cette époque deux éléments importants qu'il appliquera à la sociologie : une attitude de phénoménologue et une conception de la subjectivité qui fait partie intégrante de l'analyse. En cela, il se place délibérément dans la sociologie compréhensive. Parallèlement à ces études, il s’intéresse aux mathématiques et obtient une licence dans cette matière.
En 1975, à Paris, il s’initie à la sociologie de l’action en fréquentant les séminaires d'Alain Touraine sous la direction duquel il soutient une thèse sur « Modernisation et appareil d’État en Iran » (1977), donc avant la révolution iranienne.
De retour en Iran peu après la révolution, il enseigne, de 1980 à 1987, la sociologie à l’université Buali (en) à Hamadan et s'intéresse de très près à l'analyse sociologique de cette révolution naissante et à l'évolution d'un régime vite marqué par la guerre Iran-Irak.  
Il quitte l'Iran en 1987 et espère trouver un emploi aux États-Unis. Passant par Paris, Touraine lui propose un poste à l'École des hautes études en sciences sociales. À partir de 1991, il y devient maître de conférence puis directeur d'études. Plus tard, il partagera son temps entre la France et les États-Unis, publiant souvent en anglais.

## Travaux
En Iran, il enquête entre autres sur l'usage des « enfants martyrs » pendant la guerre Iran-Irak. Il rédigera et publiera en France une thèse considérable, en trois volumes (1993, 1995, 1997), son œuvre centrale, L'Islamisme et la Mort, dans laquelle il analyse des interviews qu'il a faites de ces enfants volontaires pour le « martyre », chargés de se faire sauter dans les champs de mines pour libérer la place pour l'armée. Les deux autres livres de la trilogie, L'Utopie sacrifiée et L'Anthropologie iranienne, analysent le contexte sociologique et idéologique de cette révolution. Hanté par le devenir de cette civilisation musulmane, il fait partie de ceux qui ont lancé le concept de post-islamisme, qui désigne ce mouvement intérieur à l'islam qui combat les radicaux qualifiés dans le langage courant d'islamistes.
Après la publication de cette thèse, il s'intéresse à de très nombreux aspects de l'islam, en France et ailleurs. Il a coédité de nombreux livres, dont deux sur le foulard en 1995, l'un avec Françoise Gaspard, l'autre avec Chahla Chafiq-Beski. Il a coédité avec Olivier Roy Iran : comment sortir d'une révolution religieuse (1999) à l'époque de l'espoir d'une libéralisation prochaine, coopération qui marque une sensibilité commune sur les questions iraniennes. De son côté, il publie L'Islam des jeunes (1997) et Les Nouveaux martyrs d'Allah (2002), puis en 2004 L'Islam dans les prisons. 
Dans nombre de ses ouvrages, une bonne part de ses analyses des phénomènes sociaux iraniens ou non font éclater les discours monolithiques[pas clair]. Ses coopérations avec des revues comme Peuple et Méditerranée (9 titres cités dans L'Utopie Sacrifiée pour les années 1979-1990) est la marque d'un autre trait de son œuvre, un désir de propager le savoir au-delà du seul monde scientifique.
On notera aussi un ouvrage qui est assez loin de la sociologie appliquée, L'Instance du sacré, paru au Cerf en 2001, ouvrage de tendance plus philosophique. Le livre corédigé avec Touraine, La Recherche de soi, marque certainement un tournant important qui donnera toute son extension à la sociologie du sujet[réf. nécessaire].  
Avec Moussa Khedimellah de 2000 à 2003, Farhad Khosrokhavar réalise la première enquête sociologique d'envergure sur le fait religieux islamique en prison sur plusieurs sites en France et en Angleterre. Autorisée par la ministre de la Justice de l'époque, Élisabeth Guigou, l'enquête de Khosrokhavar annonce un nombre significatif de détenus musulmans dans les prisons françaises, faisant naître plusieurs polémiques notamment dans le cadre de l'« affaire Zemmour »). Selon cette étude, commandée par le ministère de la Justice, Khosrokhavar évalue entre 50 % et 80 % la proportion de détenus qui seraient musulmans dans certaines prisons proches de quartiers dits sensibles.

Ce pourcentage, fort élevé par rapport à la population musulmane en France (environ 10 %), est, selon Farhad Khosrokhavar, le produit de facteurs sociaux, économiques et politiques : 

« La criminalité, et de manière plus générale, la déviance juvénile, sont avant tout d'origine sociale : niveau d'éducation inférieur, chômage des parents, non-accès aux formes de cultures et d'enseignement des classes moyennes, reproduction de la pauvreté, ségrégation dans les banlieues, etc. Mais la délinquance possède aussi des racines anthropologiques. La famille maghrébine s'est déstructurée en une ou deux décennies sous de multiples formes : familles monoparentales, démission du père, perte de sa position hégémonique au sein de l'édifice patriarcal. [Par ailleurs], En France tout particulièrement, la déviance des « musulmans » a partie liée à la défaillance des institutions majeures qui, il y a à peine quelques décennies, étaient encore capables d'assurer l'intégration sociale des immigrés et de leur descendance […] À la défaillance des institutions, s'ajoute un racisme dont les dimensions ont, là encore, tendance à s'étendre à l'ensemble des sociétés occidentales – surtout en ce qui concerne l'islam. »

Il s'intéresse tôt à la question du terrorisme djihadiste à la fondation Maison des sciences de l’homme, à Paris, où il dirige l’Observatoire des radicalisations. Il publie l'ouvrage Radicalisation en décembre 2014, quelques semaines avant l'attentat contre Charlie Hebdo, commis en janvier 2015.